# Steinkreis von Clune Wood
| QS Vor- und Frühgeschichte | Dieser Artikel wurde aufgrund von inhaltlichen Mängeln auf der Qualitätssicherungsseite des WikiProjekts Vor- und Frühgeschichte eingetragen. Dies geschieht, um die Qualität der Artikel aus diesem Themengebiet auf ein akzeptables Niveau zu bringen. Bitte hilf mit, die inhaltlichen Mängel dieses Artikels zu beseitigen, und beteilige dich bitte an der Diskussion! |  |

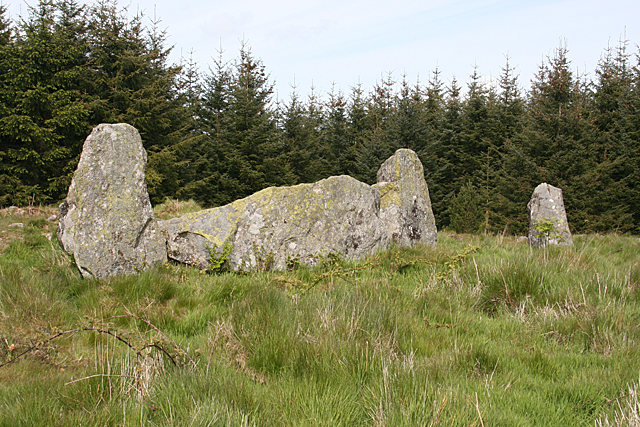
Clune Wood

Der Steinkreis von Clune Wood (auch Clune Hill, Raes of Clune oder Monthammock genannt) bei Kirkton of Durris, östlich von Banchory in Aberdeenshire in Schottland ist ein Recumbent Stone Circle (RSC – liegender Steinkreis). Merkmal der RSC ist ein „liegender Stein“ begleitet von zwei stehenden, hohen, oft spitz zulaufenden „Flankensteinen“, die sich an der Peripherie des Kreises oder nahe dem Kreis befinden. 
Der Steinkreis umschließt einen Cairn mit einer mittigen Eintiefung. Er hat einen Durchmesser von etwa 14,5 m und eine Höhe von bis zu 1 m.
Der „Liegende Stein“ von 2,8 m × 0,7 m ist 1,2 m hoch im Süden hat noch beide Flankensteine. Der östliche ist 1,4 m und der westliche 1,6 m hoch.
Der ovale Steinkreis misst 16,5 × 13,8 m und besteht aus weiteren sechs stehenden Steinen mit Höhen zwischen 1,5 und 1,7 m. Die Steine scheinen nicht, wie üblich, in der Höhe gestuft zu sein. Umgefallene Steine von 2,2 m im Südwesten und 1,8 m Länge im Nordosten sowie ein Stumpf im Nordosten vervollständigen das Bild.